# 가계부
가계부(家計簿, account book)는 집안 살림의 수입과 지출을 적는 장부이다. 가계부를 적음으로써 가정의 살림을 규모있게 해 나갈 수 있다. '가계부'는 가계 재무 관리를 위한 것이다. 가계부는 구조가 다양하지만 기본적인 아이디어는 같다. 월초에 가계부 사용자는 한 달 동안의 수입과 필요한 지출을 적고, 저축 목표를 설정한다. 그런 다음 사용자는 자신의 지출을 매일 기록하고, 이는 주말과 월말에 합산된다. 월말에는 한 달 동안의 지출 요약이 장부에 작성된다. 지출과 수입 외에 생각과 관찰이 장부에 기록되는데, 이는 자신의 소비에 대한 인식을 높이는 것을 목표로 한다. 가계부는 구매한 책일 수도 있고 직접 만든 것일 수도 있다.

## 역사
가계부라는 개념은 일본 언론인 하세가와 모토코가 개발했으며, 1904년 여성 잡지에 최초의 가계부를 출판했다.

## 기본 개념
전체 방법은 네 가지 주요 질문을 중심으로 이루어진다:
- 수입은 얼마인가?
- 얼마를 저축해야 하는가?
- 얼마를 지출했는가?
- 어떻게 개선할 것인가?

또한 지출은 네 가지 범주로 분류될 수 있다:
- 필수품 (예: 음식, 옷, 집세)
- 비필수품 (예: 배달 음식)
- 문화 (예: 박물관, 책)
- 예상치 못한 지출 (예: 건강 검진)